# Velykomar'yanivka
Velykomarianivka  (ucraniano: Великомар'янівка) es una localidad del Raión de Bilhorod-Dnistrovskyi en el Óblast de Odesa de Ucrania. Según el censo de 2001, tiene una población de 774 habitantes.